# Ctilocephala amazonica
Ctilocephala amazonica är en skalbaggsart som beskrevs av Moser 1918. Ctilocephala amazonica ingår i släktet Ctilocephala och familjen Melolonthidae. Inga underarter finns listade i Catalogue of Life.